# Winner (chanson des Pet Shop Boys)
Singles de Pet Shop Boys
Together
(2010) Leaving
(2012)
Winner est une chanson du duo britannique Pet Shop Boys extraite de leur onzième album studio, Elysium, paru le 10 septembre 2012.
Le 6 août 2012, cinq semaines avant la sortie de l'album, la chanson a été publiée en single. C'était le premier single tiré de cet album.
Le single a atteint la 86e place au Royaume-Uni.